# 本多政通

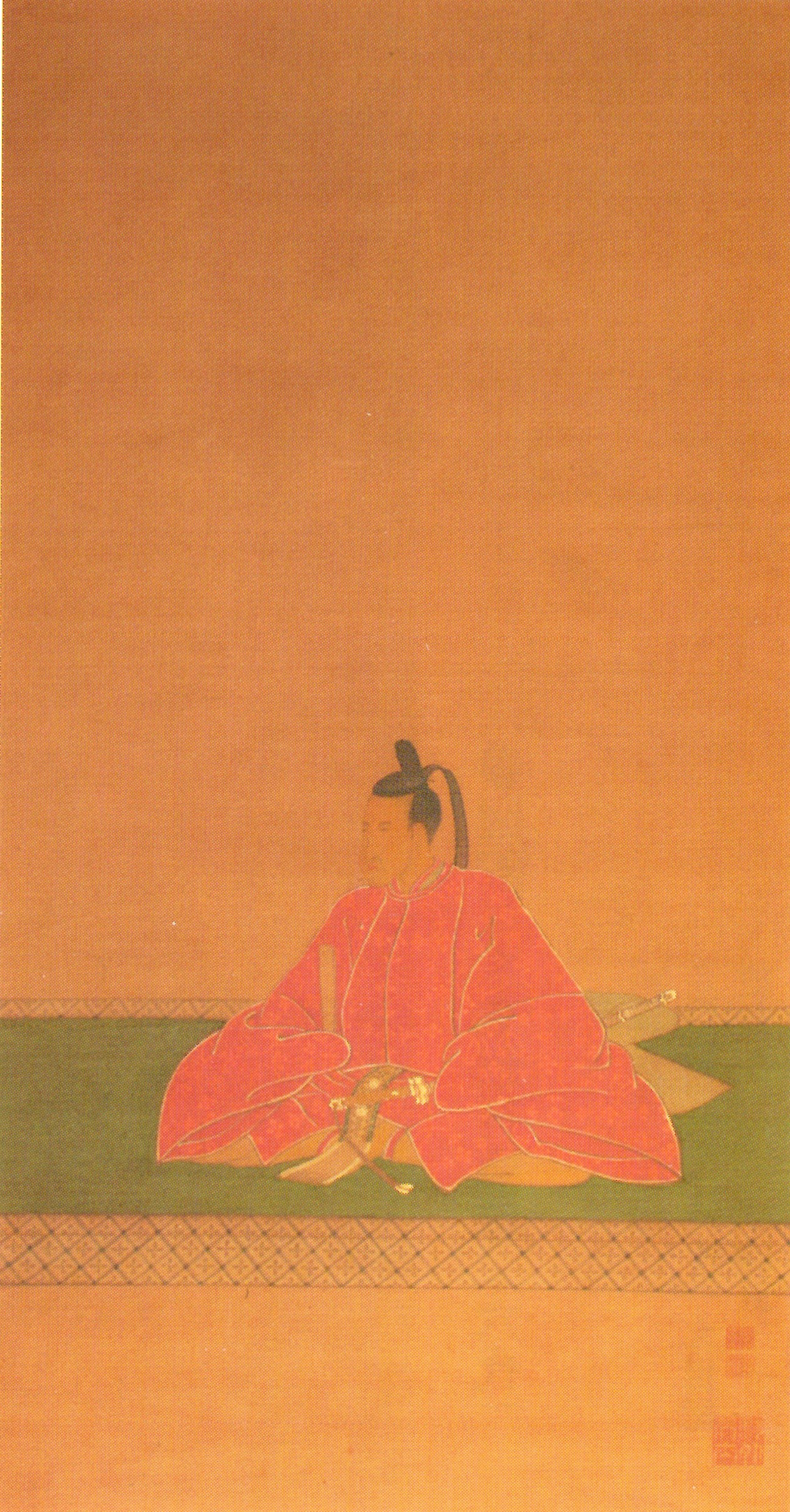
本多政通

本多 政通（ほんだ まさみち、天保7年7月5日（1836年8月16日） - 安政3年11月3日（1856年11月30日））は、加賀藩の年寄、加賀八家本多家第10代当主。
父は加賀藩年寄本多政和。弟は本多政均。官位は従五位下周防守。

## 生涯
天保7年（1836年）加賀藩年寄本多政和の長男として生まれる。弘化4年（1847年）父の死去により家督と5万石の知行を相続。年寄として藩主前田斉泰に仕えた。
嘉永4年（1851年）従五位下周防守に叙任。嘉永6年（1853年）6月江戸湾の浦賀沖にペリー艦隊が来航。幕府の諸藩への海防強化の要請を受けて、9月に越中の海防を担当することになり、10月弟政均と共に、越中の海岸を視察。安政3年（1856年）没。享年21。家督は弟の政均が相続した。